# Детритофаги
Детритофа́ги (от лат. detritus «распад; продукт распада» + греч. φάγος «пожиратель») — животные и протисты, которые питаются разлагающимся органическим материалом — детритом.

## Основные сведения
Детритофаги являются важным звеном в круговороте веществ в живой природе, усиливая доступность органических веществ для бактерий. В экосистемах детритофаги выполняют роль консументов, как и животные, питающиеся «живой» органикой. От остальных консументов детритофаги отличаются тем, что не уменьшают продукцию своих ресурсов. Существуют переходы между детритофагами и редуцентами — бактериями и грибами, а также переходы между детритофагами, которые питаются мертвым веществом, и консументами, которые потребляют поселяющиеся на детрите бактерии и грибы.
Необходимо иметь в виду, что все живые организмы выделяют углекислый газ и воду, а многие — также минеральные соли и другие простые неорганические и органические вещества (аммиак, мочевину и др.) и таким образом принимают участие в разрушении органики. Однако их не относят к редуцентам, так как традиционно в экологии в эту группу включают лишь гетеротрофные бактерии и грибы, действительно играющие ключевую роль в минерализации органики.

## Некрофагия
Некрофагия — поедание плоти умерших животных. Некрофагия является важной стадией в круговороте органики в биосфере. Некоторые живые существа едят падаль эпизодически, другие (падальщики) живут некрофагией.
Поедание трупов встречается у самых различных видов среди зверей, птиц, насекомых и др. Животные способны съесть мягкие ткани павшего организма очень быстро, например, мёртвого слона в джунглях разнообразные некрофаги объедают до костей за 2—3 дня.

### Примеры

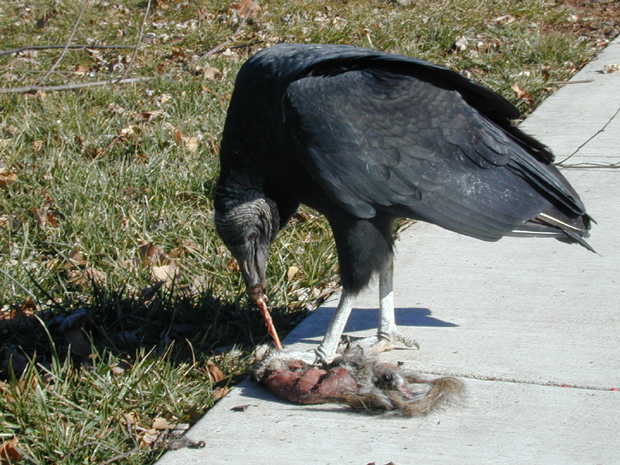
Гриф-урубу, поедающий падаль

Преимущественно падалью питаются многие млекопитающие, такие, как гиены, шакалы и многие птицы — грифы, некоторые виды аистов (африканский марабу). Многие животные периодически включают падаль в свой рацион — львы, медведи, различные виды семейства собачьих, хотя для них питание падалью часто носит вынужденный характер. 
Охотно поедают падаль крокодилы. Болотные черепахи способны поедать трупы водоплавающих птиц.
Некрофагия весьма широко распространена среди насекомых.
Существует гипотеза, что к падальщикам можно отнести тираннозавров.
Существует метод установления давности наступления смерти при помощи исследования насекомых-некрофагов.

## Роль детритофагов в потоке веществ и энергии в сообществах
Детритофаги участвуют в переработке органики, проходящей через детритные пищевые цепи (сети). Численность и биомасса, а также продукция детритофагов в почве достигает высоких величин и часто превышает эти показатели для животных надземных ярусов. В то же время биомасса и продукция микроорганизмов-редуцентов в большинстве случаев в 5-10 раз больше, чем животных-детритофагов.
Простые опыты показывают, что при изоляции растительных остатков и трупов животных от детритофагов их разложение редуцентами резко замедляется. Измельчая органику (особенно растительные остатки) и пропуская её через свои кишечники, детритофаги способствуют заселению детрита микроорганизмами и его ускоренному разложению. Поскольку развившиеся на детрите микроорганизмы могут служить пищей другим детритофагам, детритные пищевые цепи (сети) часто включают большее число звеньев, чем пастбищные.
Существуют биоценозы, например, глубоководные участки дна мирового океана, где детрит является единственным источником энергии.

## Наземные детритофаги
- Дождевые черви
- Термиты
- Жуки-могильщики
- Навозники-землерои
- Многоножки
- Мокрицы
- Серые мясные мухи
- Навозные мухи
- Личинки насекомых

## Водные детритофаги
- Двустворчатые моллюски
- Коловратки
- Многощетинковые черви
- Планктонные ракообразные
- Эхиуриды
- Силикуария южная
- Адский вампир
- Рыбы